# Wo gehest du hin?, BWV 166

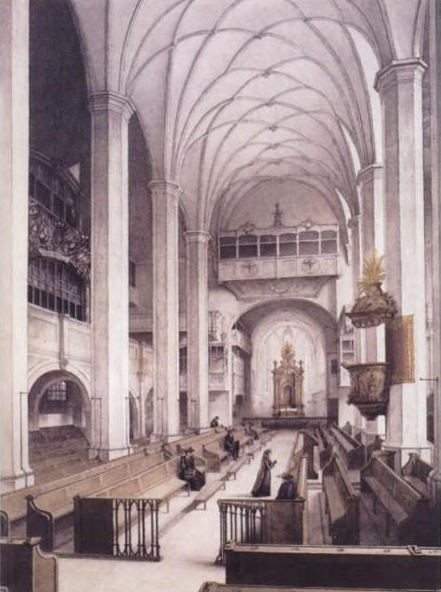
Thomaskirche, Leipzig.

Wo gehest du hin?, BWV 166 (en español, ¿A dónde vas?) es una cantata de iglesia compuesta por Johann Sebastian Bach en Leipzig para el domingo de Cantate, el quinto domingo del tiempo pascual y lo interpretó por primera vez el 7 de mayo de 1724.

## Historia y texto
Bach compuso la cantata en su primer año en Leipzig para el cuarto domingo después de Pascua, llamado Cantate. Las lecturas prescritas para el domingo fueron de la Epístola de Santiago, «Todo buen regalo viene del Padre de las luces» (Santiago 1:17-21), y del Evangelio de Juan, Jesús anunciando el Consolador en su Discurso de Despedida (Juan 16:5-15).
No se conoce la identidad de la persona que escribió los libretos de Bach durante su primer año en Leipzig. El poeta, quienquiera que fuera, comienza haciendo una pregunta, una cita del Evangelio. La respuesta a la pregunta es el tema de la cantata, que explora la dirección en la que debe ir la vida. El poeta insertó como tercer movimiento la tercera estancia del himno Herr Jesu Christ, ich weiß gar wohl (1582) de Bartholomäus Ringwaldt y como el cierre coral la primera estrofa de Wer weiß, wie nahe mir mein Ende (1688) de Amilie Juliane von Schwarzburg-Rudolstadt.

## Partitura y estructura

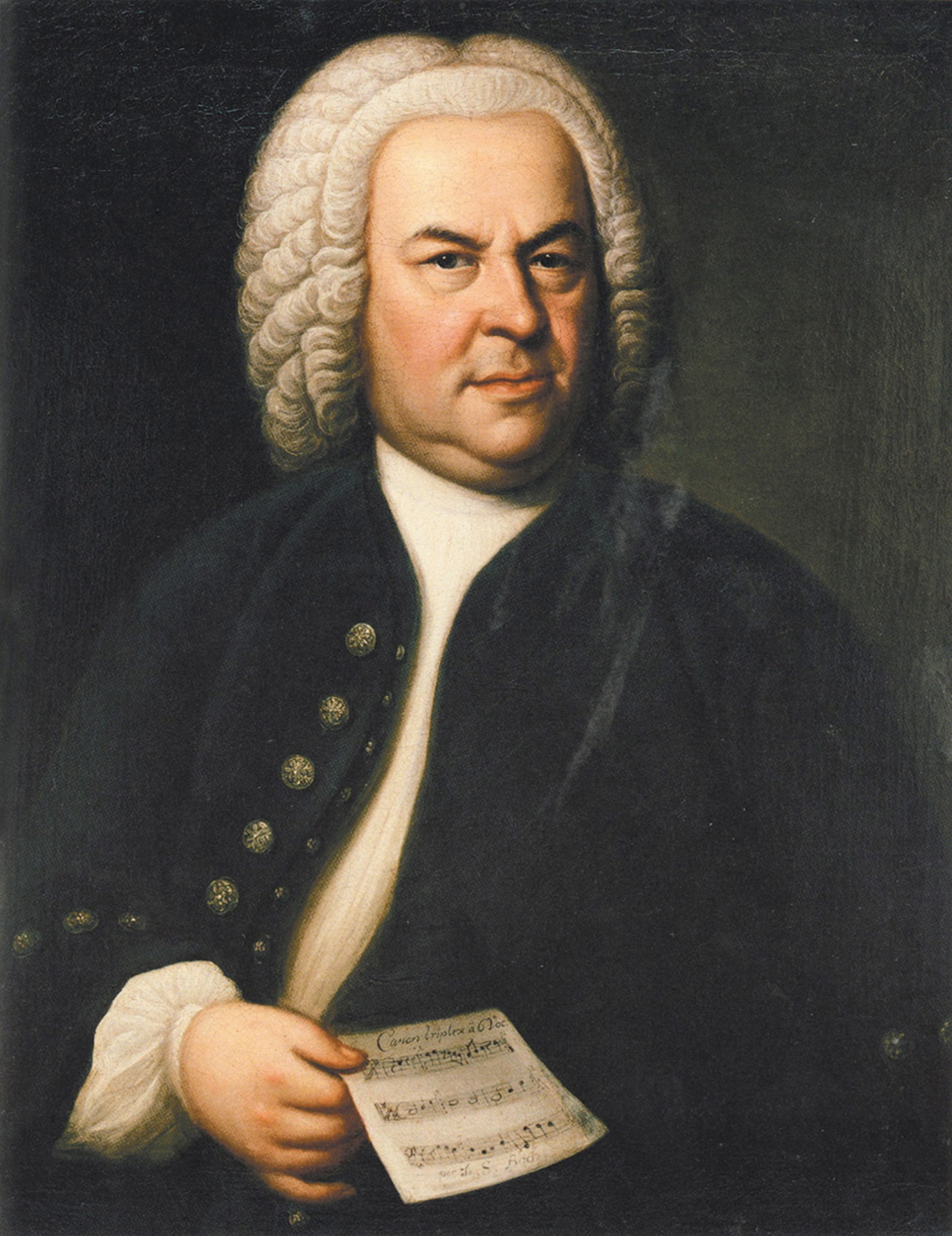
Johann Sebastian Bach, compositor de la cantata.

La cantata consta de seis movimientos y tiene partitura para cuatro solistas vocales (soprano, alto, tenor y bajo), un coro de cuatro partes solo para la coral de cierre, oboe, dos violines, viola y bajo continuo. El cantus firmus del tercer movimiento típicamente lo canta la soprano del coro.
1. Arioso (bajo): Wo gehest du hin
2. Aria (tenor): Ich will an den Himmel denken
3. Coral (soprano): Ich bitte dich, Herr Jesu Christ
4. Recitativo (bajo): Gleichwie die Regenwasser bald verfließen
5. Aria (alto): Man nehme sich in acht
6. Coral: Wer weiß, wie nahe mir mein Ende

## Música
La pregunta «Wo gehest du hin?» («¿A dónde vas?») viene de un contexto particular (Juan 16: 5: «pero ahora voy al que me envió. Ninguno de vosotros me pregunta, "¿a dónde vas?"»). Bach le hace la pregunta por sí solo al bajo mientras la vox Christi se dirige directamente al oyente. Esta simple pregunta es una de las letras más cortas para un movimiento en una cantata de Bach.
El aria tenor se conserva en una forma incompleta: se publicó por primera vez por completo en la Neue Bach-Ausgabe. La soprano canta el cantus firmus del tercer movimiento en la melodía de «Herr Jesu Christ, du Höchstes Gut» completamente sin adornos y la acompañan los violines y la viola al unísono, «de gran vigor y determinación, alentado por constantes corcheas continuas». El último aria, en gran contraste, ilustra principalmente la palabra «lacht» (risas), aunque el texto advierte que puede producirse una caída «wenn das Glück lacht» (cuando la suerte ríe). La risa se representa en «las diversas figuras oscilantes semitemblorosas en las cuerdas» y en melismas en la palabra  «lacht». El coral final sobre la melodía de Wer nur den lieben Gott läßt walten es para coro de cuatro partes.

## Grabaciones
- Die Bach Kantate Vol. 32, Helmuth Rilling, Gächinger Kantorei, Bach-Collegium Stuttgart, Helen Watts, Aldo Baldin, Wolfgang Schöne, Hänssler 1978
- J. S. Bach: Das Kantatenwerk – Sacred Cantatas Vol. 9, Gustav Leonhardt, Tölzer Knabenchor, Collegium Vocale Gent, Leonhardt Consort, soloist of the Tölzer Knabenchor, Paul Esswood, Kurt Equiluz, Max van Egmond, Teldec 1987
- J. S. Bach: Complete Cantatas Vol. 9, Ton Koopman, Amsterdam Baroque Orchestra & Choir, Bernhard Landauer, Christoph Prégardien, Klaus Mertens, Antoine Marchand 1998
- Bach Cantatas Vol. 24: Altenburg/Warwick, John Eliot Gardiner, Monteverdi Choir, English Baroque Soloists, Robin Tyson, James Gilchrist, Stephen Varcoe, Soli Deo Gloria 2000
- J. S. Bach: Cantatas Vol. 19 (Cantatas from Leipzig 1724), Masaaki Suzuki, Bach Collegium Japan, Robin Blaze, Makoto Sakurada, Stephan MacLeod, BIS 2001
- J. S. Bach: Kantate BWV 166 "Wo gehest du hin?", Rudolf Lutz, Vokalensemble der Schola Seconda Pratica, Schola Seconda Pratica, Guro Hjemli, Terry Wey, Gerd Türk, Markus Volpert, Gallus Media 2008